# Ossonis sumatrensis
Ossonis sumatrensis är en skalbaggsart som först beskrevs av Maurice Pic 1936.  Ossonis sumatrensis ingår i släktet Ossonis och familjen långhorningar. Inga underarter finns listade i Catalogue of Life.